# 宗帽三条
宗帽三条，是位于北京市西城区中部的一条胡同。现已无存。

## 简介
宗帽三条为东西走向，东到笔管胡同，西到复兴门南大街。全长170米，平均宽6米。明朝称“三条胡同”，因为在棕帽胡同以北，序列第三，故得名。清朝称“棕帽三条”，又称宗帽三条。1990年代末，将宗帽头条、宗帽二条、宗帽三条拆除，原址兴建天银大厦。